# Équation de Bateman
Pour les articles homonymes, voir Bateman.
En physique nucléaire, l’équation de Bateman est un modèle mathématique décrivant les abondances et les activités dans une chaîne de décroissance en fonction du temps, basé sur le taux de décroissance et les abondances initiales.
Si, à l’instant t, il y a {\displaystyle N_{i}(t)} atomes de l’isotope {\displaystyle i} qui se désintègrent en isotopes {\displaystyle i+1} au taux {\displaystyle \lambda _{i}}, les quantités de ces isotopes dans la k-ème étape de la chaîne de décroissance évolue comme :
{\displaystyle {\frac {dN_{1}(t)}{dt}}=-\lambda _{1}N_{1}(t)}
{\displaystyle {\frac {dN_{i}(t)}{dt}}=-\lambda _{i}N_{i}(t)+\lambda _{i-1}N_{i-1}(t)}
{\displaystyle {\frac {dN_{k}(t)}{dt}}=\lambda _{k-1}N_{k-1}(t)}
(cela peut être adapté pour prendre en charge les embranchements). Bien que cela puisse être résolu de façon explicite pour {\displaystyle i=2}, les formules deviennent vite encombrantes pour des chaînes plus longues.
Harry Bateman a trouvé une formule explicite générale pour les quantités en prenant la transformée de Laplace de ces variables.
{\displaystyle N_{n}(t)=\sum _{i=1}^{n}\left[N_{i}(0)\times \left(\prod _{j=i}^{n-1}\lambda _{j}\right)\times \left(\sum _{j=i}^{n}\left({\frac {e^{-\lambda _{j}t}}{\prod _{p=i,p\neq j}^{n}(\lambda _{p}-\lambda _{j})}}\right)\right)\right]}
(il est possible de la développer avec des termes sources, si plus d'atomes de l’isotope {\displaystyle i} sont fournis de l’extérieur à un taux constant).
Alors que la formule de Bateman peut être facilement implémentée dans un code d’ordinateur, si {\displaystyle \lambda _{p}\approx \lambda _{j}} pour certains couples d’isotopes, l’annulation peut entraîner des erreurs de calcul. Par conséquent, d’autres méthodes telles que l’intégration numérique ou la méthode de la matrice exponentielle sont également utilisées.